# Giuseppe Fietta
Giuseppe Fietta (ur. 6 listopada 1883 w Ivrei, zm. 1 października 1960 tamże) – włoski duchowny katolicki, dyplomata i kardynał.
Kształcił się na Uniwersytecie Gregoriańskim w Rzymie. Święcenia kapłańskie otrzymał 4 listopada 1906. W latach 1907–1923 był sekretarzem biskupa Alghero, Oristano i Cagliari, a w latach 1923–1924 rektorem seminarium duchownego w Alghero, a także kanonikiem tamtejszej katedry. W roku 1924 rozpoczął karierę w dyplomacji watykańskiej. Pełnił funkcję sekretarza nuncjatury w Kostaryce, a następnie internuncjusza w Ameryce Centralnej.
30 marca 1926 otrzymał nominację na tytularnego arcybiskupa Sardica. Sakry udzielił mu w Rzymie kardynał Giovanni Bonzano. Od 8 lipca 1926 nuncjusz w Centralnej Ameryce. W kolejnych latach przenoszony był na placówki do Haiti i Dominikany i Argentyny. W latach 1953–1958 był nuncjuszem w swym rodzinnym kraju. Na konsystorzu z grudnia 1958 otrzymał kapelusz kardynalski. Otrzymał wówczas diakonię San Paolo Apostolo alla Regola, która 12 marca 1959 została podniesiona pro illa vice do rangi kościoła prezbiterialnego. Po przejściu na emeryturę powrócił do swego rodzinnego miasta, gdzie często przechadzał się ulicami i lubił grać w bocce ze swymi przyjaciółmi. Pochowany został w katedrze w Ivrea.